# Élections territoriales de 2007 à Saint-Barthélemy
Les élections territoriales de 2007 à Saint-Barthélemy se sont tenues le 8 juillet 2007. Ce sont les premières élections territoriales organisées à la suite de la création de la collectivité territoriale de Saint-Barthélemy.

## Listes en présence
Quatre listes se sont présentées lors de ces élections :
- Liste Saint-Barth d’abord par Bruno Magras (UMP).
- Liste Tous unis pour St-Barthélemy conduite par Karine Miot-Richard (DVD).
- Liste Action Équilibre et Transparence conduite Maxime Desouches (DVD).
- Liste Ensemble pour St-Barthélemy conduite par Benoît Chauvin (proche du MoDem).

## Résultats

### Rappel des résultats de 2007
| Saint-Barth d'Abord (UMP)       | Bruno Magras           | 2 399 | 72,23  | 16 |  |  |
| Action, équilibre, transparence | Maxime Desouches       | 330   | 9,94   | 1  |  |  |
| Tous unis pour Saint-Barthélemy | Karine Miot-Richard    | 330   | 9,94   | 1  |  |  |
| Ensemble pour Saint-Barthélemy  | Benoît Chauvin (MoDem) | 262   | 7,89   | 1  |  |  |
|                                 |                        |       |        |    |  |  |
| Inscrits                        | Inscrits               | 4 759 | 100,00 |    |  |  |
| Abstentions                     | Abstentions            | 1 401 | 29,44  |    |  |  |
| Votants                         | Votants                | 3 358 | 70,56  |    |  |  |
| Blancs et nuls                  | Blancs et nuls         | 37    | 1,10   |    |  |  |
| Exprimés                        | Exprimés               | 3 321 | 98,90  |    |  |  |